# Magic (canción de The Sound of Arrows)
«Magic» es un sencillo del dúo sueco The Sound of Arrows, perteneciente a su álbum debut Voyage, del año 2011. Pitchfork Media le dedicó una reseña en la que mencionó sus aspectos cursis e infantiles, debidos a los coros hechos por niños y los samples orquestales que contiene. El sitio Jeneisapop.com mencionó que hay que recordar «el gran "Magic"».

## Vídeo musical
En el vídeo musical, todos los adultos desaparecen, por lo que solo están los niños, Lucas y Ana son dos de ellos, comienzan a viajar solos por un mundo mágico con monstruos, hasta que encuentran a los otros niños. Fue filmado en Sigüenza (España), en un campo a dos horas de Madrid. Oskar Gullstrand explica que estaba destinado a ser «infantil y juvenil, y fiel a la canción». El vídeo oficial tiene una duración de 4:14. Fue filmado en marzo y la banda eligió esta localización porque quería que «tuviera mucha luz». El grupo conoció a los actores a través de The Look Films, una productora local. En Youtube, llegó a tener un millón cuatrocientas mil visitas hacia noviembre de 2011.

## Listado de canciones
CD — Reino Unido
1. «Magic» – 3:17
2. «Magic» (versión instrumental) – 3:15

Vinilo de 12" — Reino Unido
Lado A
1. «Magic»
2. «Magic» (Tom Staar Remix)
3. «Magic» (Chad Valley Remix)

Lado B
1. «Longer Ever Dream»

## Personal
- Masterización – Nigel Walton
- Mezcla – Dan Grech-Marguerat
- Producción – The Sound of Arrows
- Producción adicional – Henrik Von Euler, Richard X
- Escritura – S. Storm